# 키타미 릿카
키타미 릿카(北見 六花)는 일본의 여성성우이다. 주로 어덜트 게임의 성우를 한다.

## 출연작품
굵은 글씨는 주역 또는 메인캐릭터를 맡은 것이고, 괄호 안의 왼쪽은 작품의 일본어 이름, 오른쪽은 캐릭터의 한/일어 이름이다.

### 게임

#### 2011년
- 술래잡기!(鬼ごっこ!, 사이온지 오토메, 西園寺 乙女)[1]
- 술래잡기!팬디스크(鬼ごっこ!ファンディスク, 사이온지 오토메, 西園寺 乙女)[2]
- 신채집연금술사(神採りアルケミーマイスター, 멜로디아나, メロディアーナ)[3]
- 춘계한정 포코·아·포코!(春季限定ポコ・ア・ポコ, 유우키 나츠미, 悠木 夏海)[4]
- 공주님 한정 ~Princess Limited~(姫様限定 ~Princess Limited~, 쟌느 잉그웨이, ジャンヌ イングウェイ)[5]
- 러브2쿼드(らぶ2Quad, 엘마리트·드·브란슈폴, エルマリート・ド・ブランシュフォール)[6]

#### 2012년
- 영웅*전희(英雄＊戦姫, 야마토 타케루, 라스푸틴, ヤマトタケル[7], ラスプーチン[8])
- 학☆왕 -THE ROYAL SEVEN STARS-(学☆王 -THE ROYAL SEVEN STARS-, 마유즈미 히나유, 黛比奈 夕)[9]
- Friends(フレンズ, 스즈야 미오, 鈴谷 澪)[10]
- 오타마!~오타쿠 동료는 작은 매니아~(おたマ!~おたく仲間はちっこいマニア~, 텐진 아메리, 天神 あめり)[11]
- 환주동화 ALICETALE(幻奏童話 ALICETALE, 히메미야 유리, 姫宮 ゆり)[12]
- 굳이 무시하는 너와의 미래 ~Relay broadcast~(あえて無視するキミとの未来 ~Relay broadcast~, 미사키 소우카, 三咲 爽花)[13]

#### 2013년
- 하피메아(ハピメア, 토리우미 아리스, 鳥海 有栖)[14]
- 인기가 너무 많아 아수라장인 나(モテすぎて修羅場なオレ, 하기와라 히나노, 萩原 ひなの)[15]
- 러브라브라이드(ラブらブライド, 사샤, サーシャ)[16]
- 쌍둥이자리의 패러독스(双子座のパラドクス, 카스가 나츠키, 春日 夏月)[17]
- 사랑하자?(恋しよっ?, 츠노다 미야비, 都野田 雅)[18]
- 하늘색*아일노츠(天色*アイルノーツ, 샤리 워릭, シャーリィ・ウォリック)[19]
- 마도교각 ~어둠의 달 여신은 도국에서 노래한다~(魔導巧殻 ~闇の月女神は導国で詠う~, 리셀 루루손, リセル・ルルソン)[20]
- 사랑이 피는 도시에 사랑의 약속을 ~Annaffiare~ (恋咲く都に愛の約束を 〜Annaffiare〜, 코바 카즈미, 古庭 一美)[21]
- 카루마루카*서클(カルマルカ*サークル, 코우사카 유키하, 高坂 夕姫羽)[22]
- 사랑×사랑=∞(인피니티) ~사랑하는 소녀가 할 수 있는 것~(恋×恋=∞(いんふぃにてぃ) ~恋する乙女にできること~, 아마카케 나호, 天翔 奈穂)[23]

### CD
- 하늘색*아일노츠 캐릭터송 Vol.1「step forward」(샤리 워릭, シャーリィ・ウォリック)

## 인터넷 라디오
- 소요기와 릿카의 Radio de ALcot!(HiBiKi Radio Station : 격주(隔週)목요일, 2013년 6월 6일 - )